# ドレヴリャーネ族

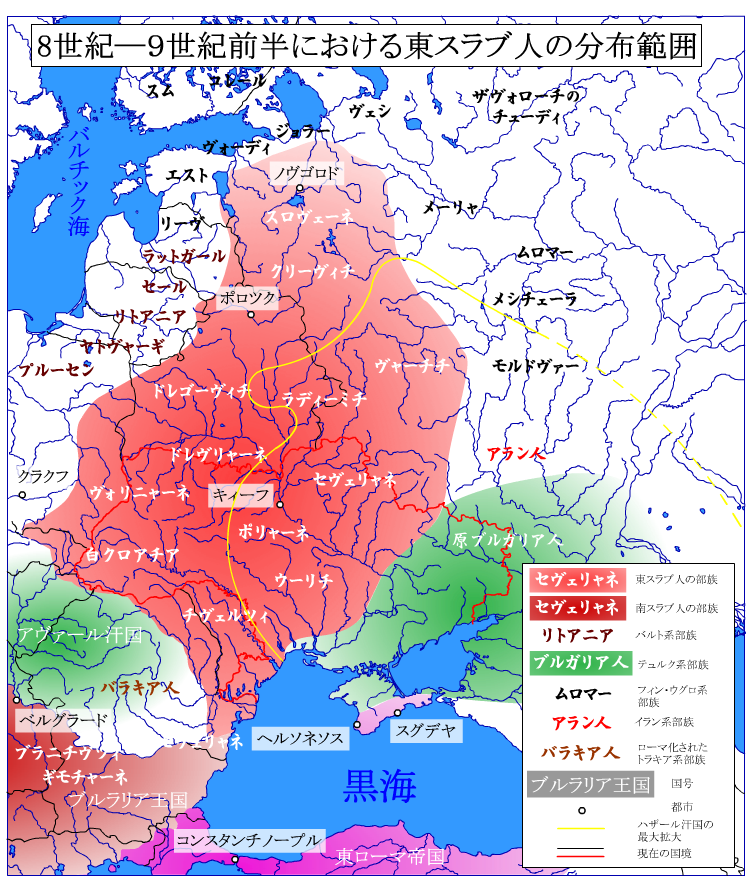
8－9世紀の東スラブ人

デレヴリャーネ族またはドレヴリャーネ族（古ルーシ語：Деревлѧне、デレヴリャーネ、或いはДревлѧне、ドレヴリャーネ / ウクライナ語：Деревляни、デレヴリャーヌィ / ベラルーシ語: Драўляне、ドラウリャーネ / ロシア語：Древляне、ドレヴリャーネ）は6世紀から10世紀にかけて現代の北ウクライナ・南ベラルーシの辺りに居住していた東スラブ人の部族。デレヴリャーという名前はスラブ語のдерево（デレヴォ、「樹木」の意）から来ており、それは彼らが茂った森に生息していたことに由来する。

## 概要
デレヴリャー族については多くの痕跡が残されており、木で出来た地下壕がある農業集落、盛り土がない墓地とクルガン、ヴルチイ（今日のオーヴルチ）やゴロドスクといった要塞化した町、マリン近くにある集落の遺跡（ドレヴリャーネのマール公の居住地の一つと思われる）などがある。デレヴリャー族の首都はイースコロステニ（今日のコーロステニ）で、そこでは今でもいくつかの小型集落跡を見ることができる。紀元1千年ごろまでには、デレヴリャー族は農業及び手工業がすでにかなり発達した状態にあったと思われる。
デレヴリャー族は彼らをキエフ・ルーシの支配下に置こうとする外部からのいかなる企てにも反抗した。いくつかの年代記によれば、クィイ、シチェクとホルィーヴ（キエフの創設者と思われる）の時代に、デレヴリャー族は自分達の公を持ち、頻繁にポリャーネ族と争っていた。883年、キエフ大公オレグはデレヴリャー族に貢物（ダーニ）を支払わせた。907年、デレヴリャー族はルーシ側としてルーシ・ビザンツ戦争に参加した。 

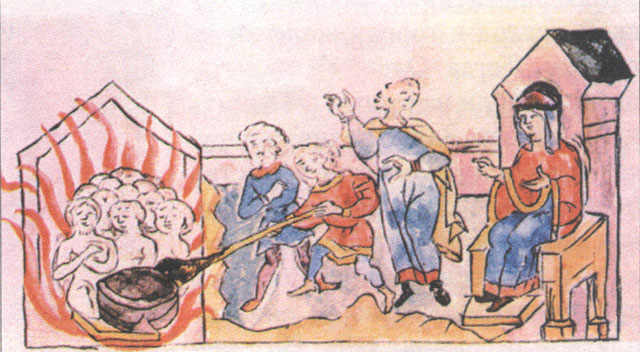
夫を暗殺したデレヴリャー族へのオリガの復讐。

912年にオレグが死に、デレヴリャー族はそれを境にキエフ・ルーシへの貢物の支払いをやめた。ヴァリャーグの軍閥スヴェネーリドはかわりに自分へとデレヴリャー族に貢物を支払わせた。945年、オレグの後継者であるイーゴリはスヴェネーリドの後を追いデレヴリャー族にこれまで以上の量の貢物を課そうとしたが、マル公に率いられたデレヴリャー族はその際に反乱を起こし、少人数で駐在していたイーゴリを殺害した。イーゴリの妻オリガは夫のためにデレヴリャー族へ徹底した復讐を行い、ドレヴリャーネ族を攻め滅ぼし、首都イースコロステニを焼き払い、捕虜を男女老若問わず撫で殺しにした。デレヴリャー族の土地はオリガによってキエフ・ルーシの領地に編入され、ヴルチイをその中心とした。
年代記でデレヴリャー族が最後に言及されたのは1136年で、ヤロポルク2世によってデレヴリャー族の土地が贈り物として聖母マリアの教会（十分の一税の教会）に送られた。

## リンク
- クロノス：ドレヴリャーネ族 （ウクライナ語）
- 『ウクライナ史の辞典』、キエフ、1993 （ウクライナ語）